# エドナ・パーカー
エドナ・パーカー（Edna Parker、1893年4月20日 - 2008年11月26日）は、かつて世界最高齢だったアメリカ合衆国の女性。インディアナ州ジョンソン郡出身。

## 生涯
農家に生まれ、フランクリン大学で教師の資格を取った。そして1911年に隣家に住むアール・パーカー（1939年死去）と結婚するまで、スミスランドにある2クラスしかない学校の教師を務めた。2人の息子を儲け、死去時点で5人の孫、13人の曾孫、13人の玄孫がいた。
2005年4月7日にインディアナ州の最高齢、2007年1月19日にインディアナ州の歴代最高齢、同年2月14日にアメリカ合衆国最高齢となった。
同年4月、当時113歳で世界で5番目に長寿だったバーサ・フライと対面した。この時の2人の年齢の合計227歳と142日は、対面した2人の人物の年齢の合計の世界記録である。同年8月13日に日本の皆川ヨ子が死去したことに伴い、長寿世界一となった。
2008年11月26日、インディアナ州の療養施設にて死去、115歳220日没。